# Prolixocupes
Prolixocupes es un género de escarabajos de la familia  Cupedidae.

## Especies
- Prolixocupes latreillei
- Prolixocupes lobiceps